# Урюм (станція)
Урюм (рос. Урюм) — станція Могочинського регіону Забайкальської залізниці Росії, розташована на дільниці Куенга — Бамівська між станцією Ульякан (відстань — 16 км) і колійним постом Кулендекен (9 км). Відстань до ст. Куенга — 193 км, до ст. Бамівська — 556 км; до транзитного пункту Каримська — 425 км.